# Twilfit

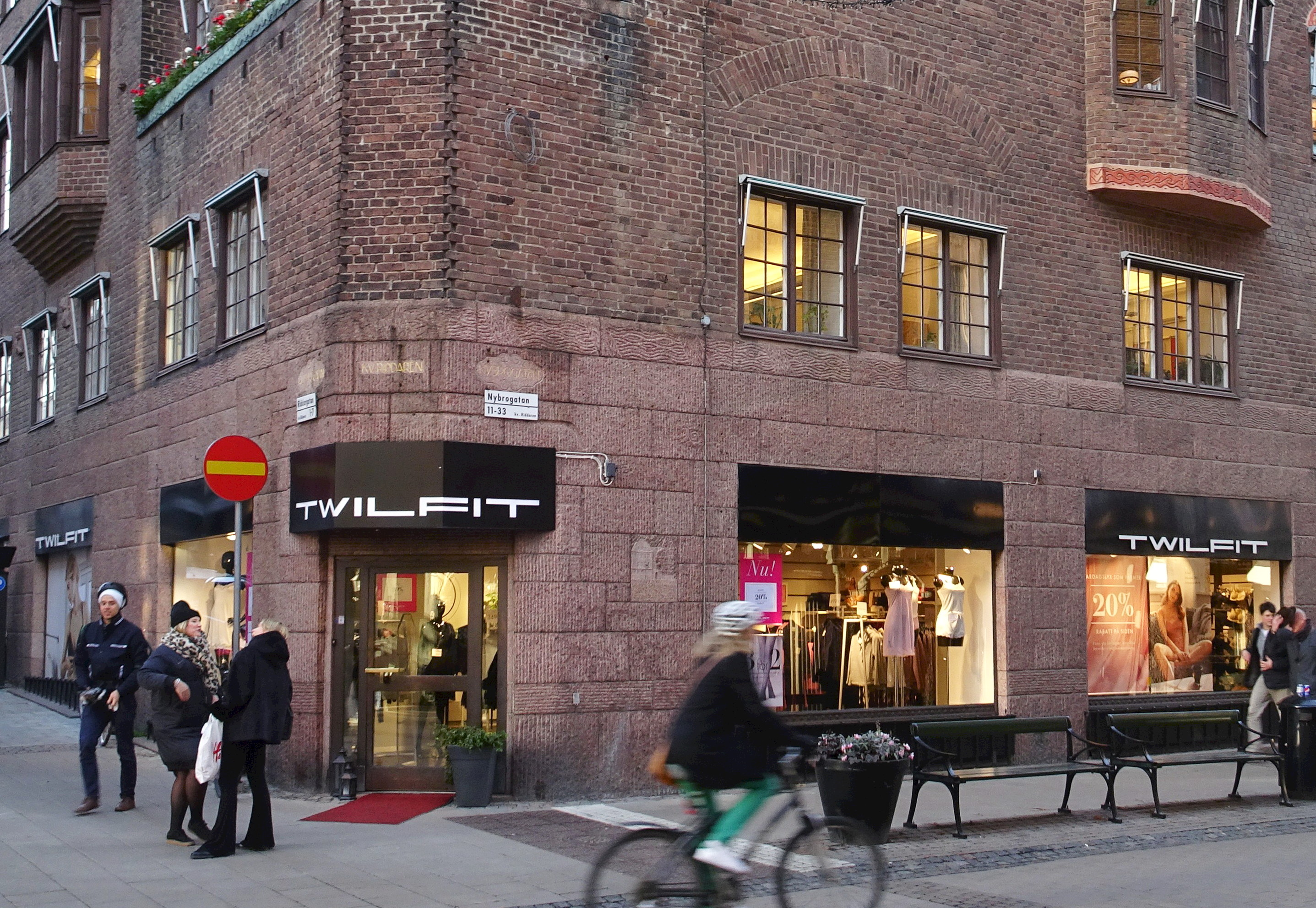
Twilfits stamhus, Nybrogatan 11.

Twilfit är en svensk modekedja som säljer damunderkläder. Den första butiken öppnades 1922 av affärsmannen Anders Andersson. och hans systerson Carl-Otto Heigard på Nybrogatan 11 i Stockholm, där den fortfarande finns kvar. Fram till år 2002 var Twilfit ett familjeföretag som drevs i tre generationer.

## Historik

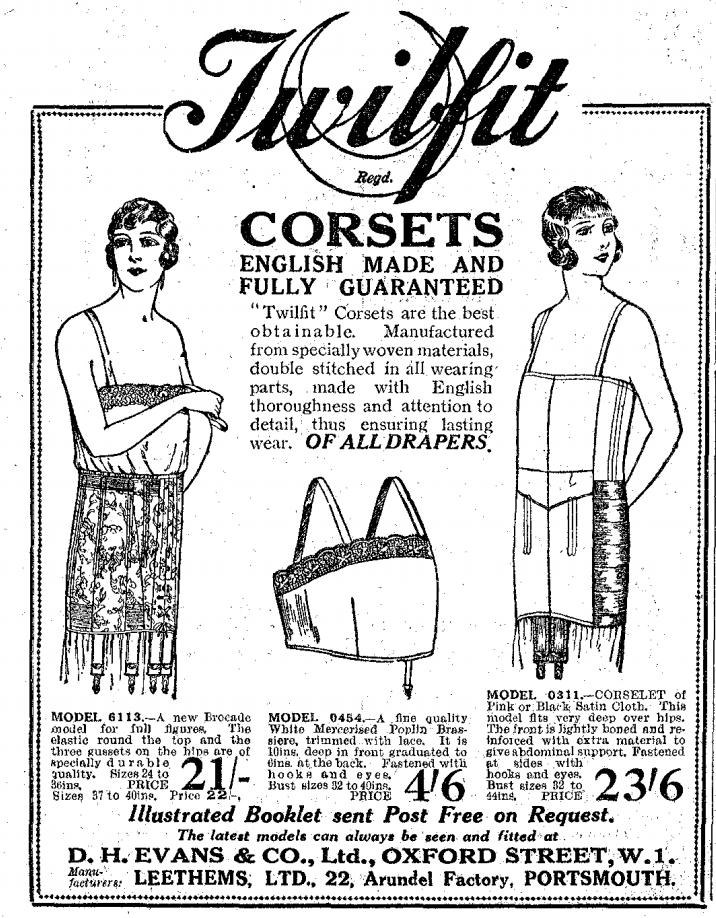
Twilfit Corsets.

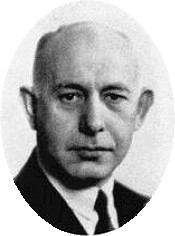
Carl-Otto Heigard.

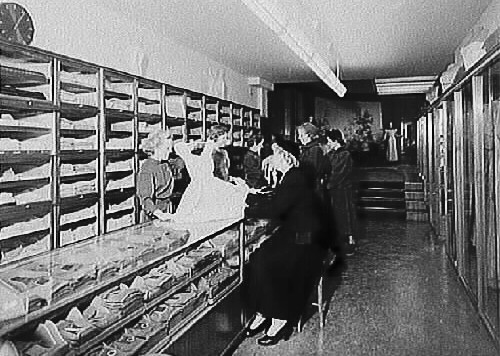
Butiksinteriör på 1950-talet.

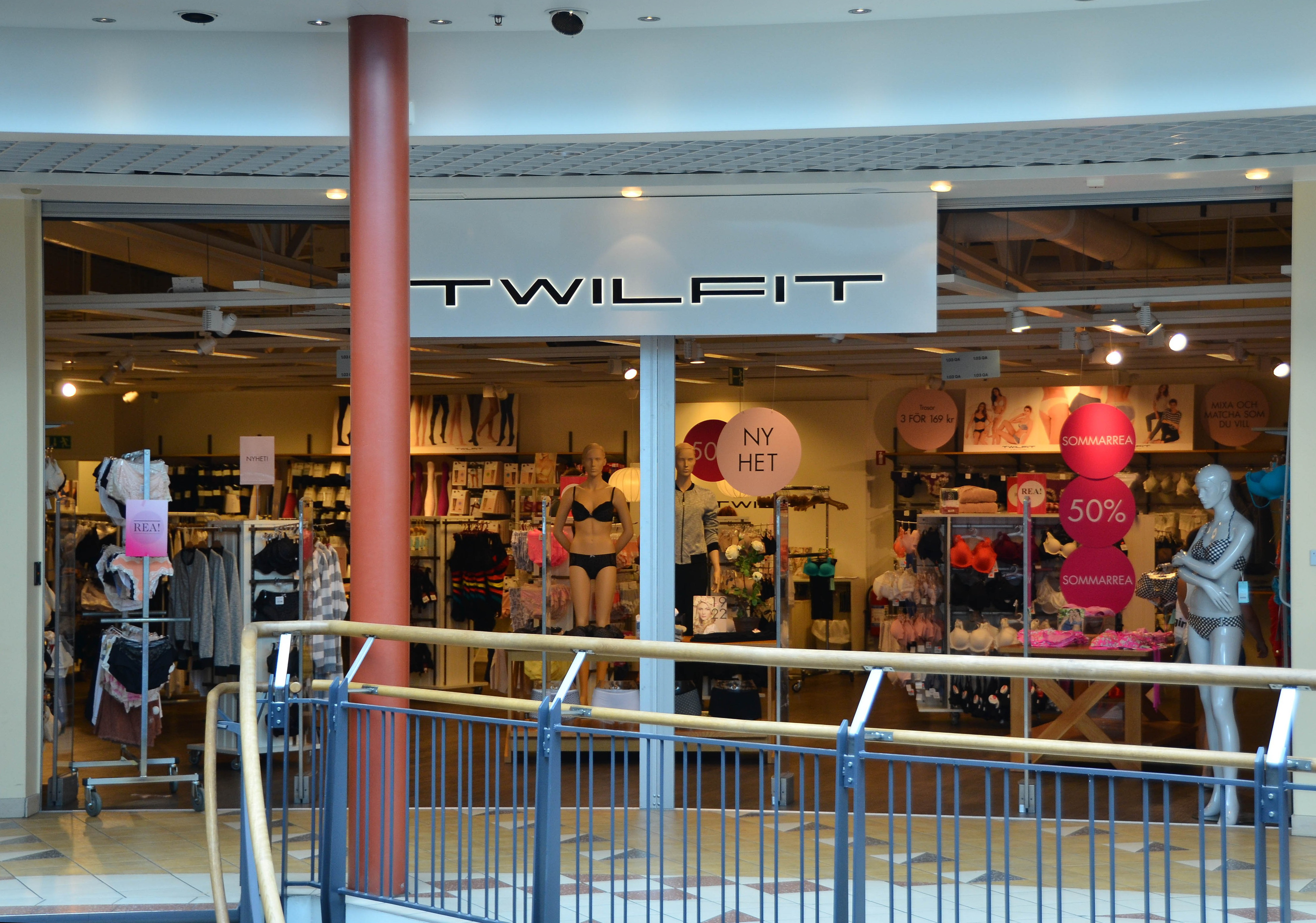
Twilfit i Skellefteå, 2014.

Skaparen bakom Twilfit var affärsmannen Anders Andersson (1859-1929), en bondpojke från Skåne som blev förmögen genom sitt företag Havanna-Magasinet som handlade med cigarrer. 1903-1904 var han Kubas konsul i Stockholm, varpå han titulerade sig "konsul". När han den 1 januari 1913 sålde sin verksamhet till statliga AB Förenade svenska tobaksfabriker fick han en generös kompensation. 1912 lät han bygga den påkostade fastigheten Riddaren 17 i hörnet Riddargatan / Nybrogatan vars arkitekt var Cyrillus Johansson. Andersson och familjen flyttade själv in i en av husets paradvåningar.
På bottenplanet fanns butikslokaler där Anders Andersson hade sina tre företag: Auktionshallen som drev auktionshandel med antika möbler, AB Bilutställningen som sålde begagnade bilar i Auktionshallens lokaler och så AB Twilfit som sålde damunderkläder. Twilfit hade fått sitt namn från en huvudleverantör av korsetter och bysthållare, fabriken Leethems Ltd. i Portsmouth med varumärket Twilfit. Namnet är en ordlek hämtad ur frasen It Will Fit  (ungefär det kommer passa).
Idén med auktions- och bilhallen hade inga större framgångar, men när Andersson fick försäljningsrätten på de populära engelska Twilfit-korsetterna tog affärerna fart och den 7 december 1922 bildade han aktiebolaget Twilfit tillsammans med systersonen Carl-Otto Heigard (1890-1942), som även blev företagets första VD. Heigard föddes i Skegrie församling, hade examen från Frans Schartaus Handelsinstitut och var diplomerad från Handelshögskolan i Stockholm.
Efter Anderssons död avvecklade han Auktionshallen och Bilutställningen och startade 1933 i deras lokaler möbel- och inredningsfirman Nordiska Galleriet, som också finns kvar på samma plats. 1966 tog Heigards yngre son Bo (1926-1995) över som chef för Twilfit och 1988 följde dennes son Olle Heigard (född 1952). År 2002 sålde han sitt familjeföretag till Lindex. De två kedjorna blev fortfarande separata företag, men Lindex samordnade inköp och logistik. Tre år senare sålde Lindex det förlustdrabbade Twilfit igen. Sedan 2020 ägs Twilfit av det danska underklädesföretaget Change Lingerie och går numera under namnet Twilfit by Change.

## Verksamheten
Den första butiken inrättades i hörnlokalen Riddargatan / Nybrogatan, där den fortfarande ligger kvar. Till en början sålde man bara korsetter från den engelska tillverkaren Leethems Ltd. Snart utökade man sortimentet med andra varumärken. En bysthållare kostade i början 1:90 kr. I rask takt öppnade filialer i Stockholm, Göteborg och Malmö.  
I slutet av 1950-talet förändrade Twilfit butikernas inredning. I samarbete med den danske möbelarkitekten Jørgen Høj skapades en helt ny inredningsstil. Han ritade även Twilfits och Nordiska Kompaniets logotyper som lanserades 1959 respektive 1954. Bland modedesigners som arbetade för Twilfit på 1960-talet fanns Mary Quant och Barbro Sörman. Som mest hade Twilfit ett 60-tal butiker. Idag finns över 55 butiker spridda över hela Sverige.